# Vincent Debaty
Vincent Debaty (Woluwe-Saint-Lambert, 2 ottobre 1981) è un rugbista a 15 belga, internazionale per la Francia, che dalla stagione 2017-18 milita come pilone nell'Oyonnax.

## Biografia
Cresciuto nel Kituro RC di Schaerbeek (Bruxelles), club in cui entrò a 15 anni, è il primo rugbista del suo Paese a essere divenuto professionista: ingaggiato nel 2001 dal La Rochelle a seguito del buon esito di un provino organizzato due anni prima da tale club, dopo solo una stagione passò al Perpignano, con cui giunse nel 2003 alla finale di Heineken Cup e l'anno successivo a quella del campionato francese.
Passato nel 2007 all'Agen in Pro D2, dal 2008 milita nel Clermont-Auvergne, di nuovo nel Top 14, con cui si è laureato campione di Francia nel 2009-10.
Avendo acquisito, per militanza, il diritto a vestire la maglia francese, disputò dapprima due tornei del Sei Nazioni riservato alle Nazionali A, e nel 2006 disputò il suo primo - e a tutt'oggi unico - incontro con la Nazionale maggiore, contro la Romania.
Suo fratello Christophe, anch'egli pilone che gioca in Francia, a Gaillac, è altresì internazionale per il Belgio.

## Palmarès
- Campionati francesi: 2
Clermont: 2009-10, 2016-17